# Urs Joseph Lüthi
Urs Joseph Fidel Lüthi oder Lüthy (Pseudonym Theodorus Rabiosus; * 22. Oktober 1765 in Solothurn; † 14. Januar 1837 ebenda) war ein Schweizer Schriftsteller, Jurist, Staatsmann und Politiker.

## Biographie
Lüthi war der Sohn eines Bäckermeisters und besuchte das Solothurner Kollegium. Von Geburt an fehlte ihm seine rechte Hand, und er wurde deshalb manchmal Stumpfarm-Lüthi genannt.
Seine ersten Schriften wurden im Jahre 1784 publiziert. Unter dem Pseudonym Theodorus Rabiosus kritisierte er 1785 den Einfluss der französischen Gesandten und das jesuitische Erziehungswesen, was ihm eine Gefängnisstrafe und einen achtjährigen Landesverweis einbrachte. Er zog nach Wien, wo er weiterschrieb und Recht studierte. Im Jahr 1791 durfte er frühzeitig nach Solothurn zurückkehren.
Im Jahr 1794 konnte sich Lüthi in Solothurn als Notar etablieren. Er trat der Helvetischen Gesellschaft bei und heiratete 1797 Anna Maria Hirt, die Tochter eines Grossmetzgers. Als ein französischer Angriff drohte, wurde Lüthi als revolutionsfreundlicher «Patriot» im Februar 1798 verhaftet und entging bei Solothurns Kapitulation knapp der Lynchjustiz. Am 3. März 1798 wurde er von General Schauenburg zum Generalsekretär einer provisorischen Regierung eingesetzt.
In der Helvetischen Republik wurde Lüthi Mitglied des Senats, den er zweimal präsidierte. Er trug dazu bei, dass Niederlassungs- und Gewerbefreiheit für die Juden eingeführt wurde. Er versah verschiedene Verwaltungsposten, u. a. 1799 als Regierungskommissar im Kanton Bern.
Von der Mediationszeit bis zu seinem Tod war Lüthi eine Zentralfigur des politischen Lebens in Solothurn. Er amtete als Präsident des Erziehungsrats und war Mitglied der Kantonsregierung. Von 1811 bis 1834 gab er, zusammen mit dem Arzt Peter Ignaz Scherer, das Solothurner Wochenblatt, mit Beiträgen zur Geschichte, heraus.

## Werke
- Bericht der Erziehungs-Kommission an den Kleinen Rath. Solothurn 1832.